# Aulo Verginio Tricosto Celiomontano (console 469 a.C.)
Aulo Verginio Tricosto Celiomontano, in latino Aulus Verginius Tricostus Caeliomontanus (fl. V secolo a.C.), è stato un politico romano del V secolo a.C.

## Biografia
Aulo Verginio apparteneva al ramo Tricosto della nobile gens Verginia, un'antica gens patrizia dell'antica Roma. Era il figlio di Aulo Verginio Tricosto Celiomontano, console nel 494 a.C. e fratello di Spurio Verginio Tricosto Celiomontano, console nel 456 a.C.
Nel 469 a.C. venne eletto console con Tito Numicio Prisco.
All'inizio del mandato i due consoli vennero inviati dal Senato a combattere contro gli Equi ed i Volsci, che avevano bruciato delle fattorie nei pressi di Roma.  Malgrado la sua negligenza, che portò le truppe a cadere in un'imboscata, Aulo riuscì a sconfiggere gli Equi.
Di queste campagne approfittarono i Sabini per giungere fino alle porte di Roma; riunite le loro truppe i due consoli invasero il territorio sabino come rappresaglia alle scorribande, infliggendo ai Sabini più danni di quanti questi ne avevano causati ai romani.
Nel 467 a.C., dopo la conquista della città di Anzio, i Romani vi fondarono una colonia; Aulo Verginio, insieme a Tito Quinzio Capitolino Barbato e a Publio Furio Medullino Fuso, fu uno dei triumviri, nominati dal console Quinto Fabio Vibulano, incaricati di ripartire ed assegnare ai coloni le terre sottratte ai Volsci.